# Orchis simia
La orchidea scimmia (Orchis simia Lam., 1779) è una pianta appartenente alla famiglia delle Orchidacee, diffusa nel bacino del Mediterraneo.

## Descrizione

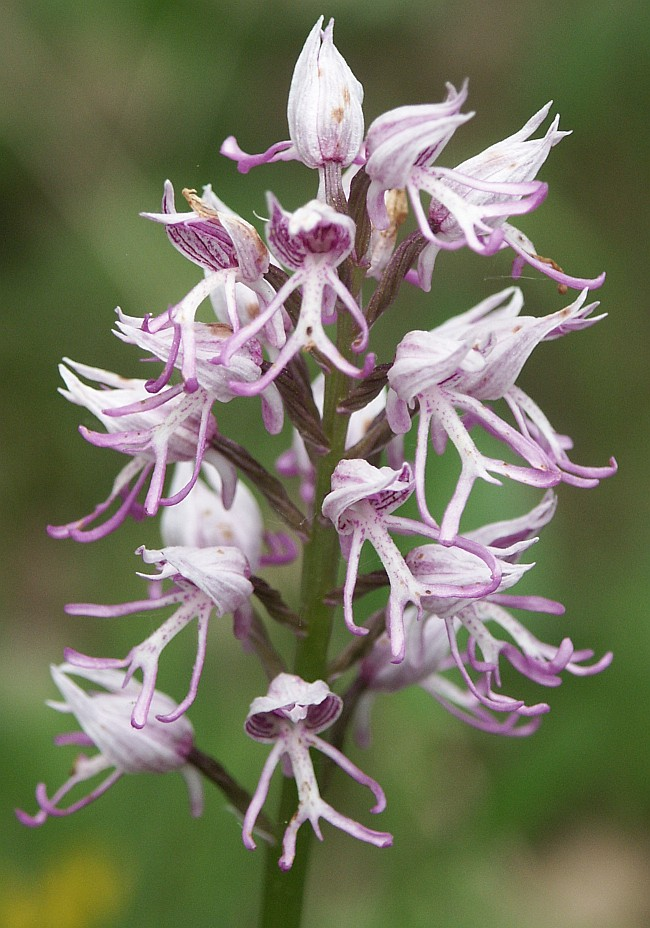
Dettaglio dei fiori

È una pianta erbacea geofita bulbosa con fusto alto 20–40 cm.
L'apparato radicale è costituito da due rizotuberi tondeggianti.
Le foglie, da 3 a 6, sono allungate, di colore verde chiaro, disposte in rosetta basale.
I fiori sono riuniti in infiorescenze dense, di forma più o meno ovata.
I sepali, biancastri con striature e maculature porporine, avvolgono a casco i petali, dello stesso colore ma più piccoli. Il labello, nettamente trilobato, ha sembianze vagamente antropomorfe, al pari di altre specie quali Orchis militaris, Orchis italica, etc.; lo sperone è cilindrico, ottuso, discendente.
Fiorisce da aprile a giugno.
A differenza della gran parte delle specie del genere, si aprono per primi i fiori posti alla sommità dell'infiorescenza, invece che quelli alla base.
Il numero cromosomico di Orchis simia è 2n=42.

## Biologia
Si riproduce per impollinazione entomofila ad opera di lepidotteri del genere Hernaris e di coleotteri del genere Cidnopus.

## Distribuzione e habitat
Il suo areale si estende dalla penisola iberica e dal Nord Africa sino al Caucaso, all'Asia minore e al Medio Oriente.
In Italia è presente su tutta la penisola tranne che in Val d'Aosta; assente in Sardegna, la sua presenza in Sicilia è dubbia mentre in Puglia è presente in piccole aree, in Campania è presente nel Cilento e Vallo di Diano.
I suoi habitat sono i prati magri, le garighe e le radure di macchia a substrato calcareo, da 0 a 1800 m di altitudine.